# Шиманович, Илья Сергеевич
Илья Сергеевич Шиманович (бел. Ілья Сяргеевіч Шымановіч; род. 2 августа 1994, Минск) — белорусский пловец, специализирующийся в плавании брассом. Чемпион мира, двукратный чемпион Европы в 25-метровых бассейнах, обладатель мирового рекорда на дистанции 100 м брассом на короткой воде. Двукратный победитель летних Универсиад.

## Спортивная биография
На летней Универсиаде в Тайбэе стал обладателем двух золотых наград на дистанциях 100 и 50 метров брассом.
В смешанной эстафете 4 × 50 м комплексным плаванием он завоевал серебряную медаль, а в мужской эстафете комплексным плаванием стал бронзовым призёром на чемпионате Европы 2017 года в Копенгагене.
На чемпионате мира 2018 года в Китае в 25-метровом бассейне он завоевал две серебряные медали на дистанциях 50 и 100 метров брассом.
В 25-метровом бассейне, на чемпионате Европы в декабре 2019 года, спортсмен из Беларуси стал обладателем двух медалей. Индивидуальную серебряную он получил в заплыве на 100 метров брассом, а в составе эстафеты в последний день соревнований он стал обладателем бронзовой медали.
В мае 2021 года на чемпионате Европы, который состоялся в Будапеште (Венгрия), Илья на дистанции 50 метров брассом завоевал серебряную медаль, проплыв в финальном заплыве за 26,55.
В ноябре 2021 года на чемпионате Европы на короткой воде, который проводился в Казани (Россия), Илья на дистанции 100 м брассом завоевал серебряную медаль (55,77), на дистанции 200 метров брассом получил золотую медаль, показав в финальном заплыве время 2:01.73 , а на дистанции 50 метров брассом, также завоевал золотую медаль, повторив мировой рекорд 25,25.
На чемпионате мира 2024 года в Дохе занял шестое место на дистанции 100 метров брассом с результатом 59,35, отстав на 0,25 сек от бронзового призёра Адама Пити.
В июне 2024 года — двукратный чемпион Спортивных игр стран БРИКС в Казани (Россия).
Илья Шиманович принял участие в XXXIII летних Олимпийских играх в Париже.